# Guillaume Poulle
Pour les articles homonymes, voir Poulle.
Guillaume Poulle est un homme politique français né le 1er mars 1861 à Amiens (Somme) et décédé le 7 septembre 1937 à Poitiers (Vienne)
Docteur en droit, il est avocat à Poitiers, auteur de plusieurs ouvrages juridiques. Conseiller municipal de Poitiers en 1896, puis adjoint au maire en 1898, il est élu conseiller général en 1899. Il est sénateur de la Vienne de 1906 à 1927, inscrit au groupe de la Gauche démocratique. Il intervient souvent comme rapporteur sur les textes juridiques. Il est vice-président, puis président de la commission de la législation civile. Il est maire de la commune de Cherves de 1900 jusqu'à sa mort.

## Sources
- « Guillaume Poulle », dans le Dictionnaire des parlementaires français (1889-1940), sous la direction de Jean Jolly, PUF, 1960 [détail de l’édition]